# 1986 год в кино

## Фильмы

### Мировое кино
- «Бандит»/Attention Bandits!, Франция, (реж. Клод Лелуш)
- «Беглецы»/Les Fugitifs, Франция, (реж. Франсис Вебер)
- «Без гроша в Беверли-Хиллз»/Down and Out in Beverly Hills, США, (реж. Пол Мазурски)
- «Без компромиссов»/Raw Deal, США, (реж. Джон Ирвин)
- «Берег москитов»/The Mosquito Coast, США, (реж. Питер Уир)
- «Благословенные»/De Två Saliga, Швеция—Великобритания, (реж. Ингмар Бергман)
- «Большой переполох в маленьком Китае»/Big Trouble In Little China, США, (реж. Джон Карпентер)
- «Бродяги»/Nomads, США, (реж. Джон Мактирнан)
- «Взвод»/Platoon, США, (реж. Оливер Стоун)
- «Власть»/Power, США, (реж. Сидни Люмет)
- «Вне закона»/Down By Law, США, (реж. Джим Джармуш)
- "Возвращение живых мертвецов/The Return of the Living Dead, США, (реж. Дэн О’Бэннон)
- «Готика»/Gothic, Великобритания, (реж. Кен Расселл)
- «Данди по прозвищу «Крокодил»»/Crocodile Dundee, Австралия—США, (реж. Питер Файман)
- «Девять с половиной недель»/9½ Weeks, США, (реж. Эдриан Лайн)
- «Демоны 2» /Demoni 2, Италия, (реж. Ламберто Бава)
- «Джинджер и Фред» / Ginger E Fred, Италия, (реж. Федерико Феллини)
- «Дикая штучка»/Something Wild, США, (реж. Джонатан Демми)
- «Дурная кровь»/Mauvais Sang, Франция, (реж. Лео Каракс)
- «Дуэт для солиста»/Duet For One, США, (реж. Андрей Кончаловский)
- «Дьявол во плоти»/Diavolo in corpo, Италия—Франция, (реж. Марко Беллоккьо)
- «Ей это нужно позарез»/She’s Gotta Have It, США, (реж. Спайк Ли)
- «Жан де Флоретт» /Jean de Florette, Франция—Италия, (реж. Клод Берри)
- «Звёздный путь 4: Путешествие домой»/Star Trek IV: The Voyage Home, США, (реж. Леонард Нимой)
- «Зелёный луч»/Le Rayon Vert, Франция, (реж. Эрик Ромер)
- «Зубастики»/Critters, США, (реж. Стивен Херек)
- «Идущий в огне»/Firewalker, США, (реж. Джей Ли Томпсон)
- «Извне»/From Beyond, США, (реж. Стюарт Гордон)
- «Имя розы» /The Name of the Rose, Италия—ФРГ—Франция (реж. Жан-Жак Анно)
- «Каморрист» /Il camorrista, Италия, (реж. Джузеппе Торнаторе)
- «Караваджо»/Caravaggio, Великобритания, (реж. Дерек Джармен)
- «Кобра»/Cobra, США, (реж. Джордж Пан Косматос)
- «Колыбельная»/Kolysanka, Польша—Швейцария, (реж. Эфраим Севела)
- «Короткое замыкание»/Short Circuit, США, (реж. Джон Бэдэм)
- «Криминальные истории»/Crime Story, США, (реж. Абель Феррара)
- «Лабиринт»/Labyrinth, Великобритания, (реж. Джим Хенсон)
- «Лавка ужасов»/Little Shop Of Horrors, США, (реж. Фрэнк Оз)
- «Лучший стрелок»/Top Gun, США, (реж. Тони Скотт)
- «Максимальное ускорение»/Maximum Overdrive, США, (реж. Стивен Кинг)
- «Манон с источника»/Manon des sources, Франция, (реж. Клод Берри)
- «Миссия»/The Mission, Великобритания, (реж. Ролан Жоффе)
- «Мона Лиза»/Mona Lisa, Великобритания, (реж. Нил Джордан)
- «Мужчина и женщина: 20 лет спустя»/Un homme et une femme, 20 ans déjà, Франция, (реж. Клод Лелуш)
- «Муха»/The Fly, США, (реж. Дэвид Кроненберг)
- «На следующее утро»/The Morning After, США, (реж. Сидни Люмет)
- «Не отступать и не сдаваться»/No Retreat, No Surrender, США—Гонконг, (реж. Кори Ёнь)
- «Около полуночи»/Round Midnight/Autour de minuit, Франция—США, (реж. Бертран Тавернье)
- «Опасное наваждение» /Il miele del diavolo, Италия—Испания, (реж. Лучо Фульчи)
- «Орлы юриспруденции»/Legal Eagles, США, (реж. Айван Райтман)
- «Отряд «Дельта»»/The Delta Force, США, (реж. Менахем Голан)
- «Охотник на людей»/Manhunter, США, (реж. Майкл Манн)
- «Малыш-каратист 2»/The Karate Kid 2, США, (реж. Джон Эвилдсен)
- «Пегги Сью вышла замуж»/Peggy Sue Got Married, США, (реж. Фрэнсис Форд Коппола)
- «Перекрёсток»/Crossroads, США, (реж. Уолтер Хилл)
- «Пираты»/Pirates, Франция—Тунис, (реж. Роман Полански)
- «Поджидая опасность»/Stalking Danger, США, (реж. Уильям Фридкин)
- «Подлинные истории»/True Stories, США, (реж. Дэвид Бирн)
- «Подставленный»/Legacy of Rage, Гонконг, (реж. Ронни Ю)
- «Полёт навигатора»/Flight Of The Navigator, США, (реж. Рэндал Клейзэр)
- «Попутчик»/The Hitcher, США, (реж. Роберт Хармон)
- «Потерпевшие кораблекрушение»/Castaway, США, (реж. Николас Джек Роуг)
- «Пришельцы с Марса»/Invaders From Mars, США, (реж. Тоуб Хупер)
- «Проверка на выживание»/Survival Quest, США, (реж. Дон Коскарелли)
- «Ревность»/Heartburn, США, (реж. Майк Николс)
- «Сальвадор»/Salvador, США, (реж. Оливер Стоун)
- «Светлое будущее»/英雄本色, Гонконг, (реж. Джон Ву)
- «Сид и Нэнси»/Sid and Nancy, Великобритания, (реж. Александр Кокс)
- «Синий бархат»/Blue Velvet, США, (реж. Дэвид Линч)
- «Смертельный друг»/Deadly Friend, США, (реж. Уэс Крэйвен)
- «Столкновение»/Thrashin', США, (реж. Дэвид Уинтерс)
- «Стрелочник»/De Wisselwachter, Нидерланды, (реж. Йос Стеллинг)
- «Суперфантоцци»/SuperFantozzi, Италия, (реж. Нери Паренти)
- «Техасская резня бензопилой 2»/The Texas Chainsaw Massacre 2, США, (реж. Тоуб Хупер)
- «Толковые ребята»/Wise Guys, США, (реж. Брайан Де Пальма)
- «Тридцать семь и два по утрам»/37°2 Le Matin, Франция, (реж. Жан-Жак Бенекс)
- «Уйти, вернуться»/Partir, revenir, Франция, (реж. Клод Лелуш)
- «Феррис Бьюллер берёт выходной»/Ferris Bueller’s Day Off, США, (реж. Джон Хьюз)
- «Ханна и её сёстры»/Hannah and Her Sisters, США, (реж. Вуди Аллен)
- «Цвет денег»/The Color of Money, США, (реж. Мартин Скорсезе)
- «Чужие»/Aliens, США, (реж. Джеймс Камерон)
- «Экспресс миллионеров»/Millionaire’s Express, Гонконг, (реж. Саммо Хун)

### Советское кино

#### Фильмы Азербайджанской ССР
- «Городские косари», (реж. Абдул Махмудов, Гусейн Мехтиев)
- «Листопад в пору лета», (реж. Тофик Исмайлов)
- «Окно печали», (реж. Анар Рзаев)
- «Особые обстоятельства», (реж. Тофик Исмайлов)

#### Фильмы Армянской ССР
- «Знаю только я», (реж. Карен Геворкян)

#### Фильмы БССР
- «Все кого-то любят»
- «Вызов»
- «Государственная граница 5. Год сорок первый», (реж. Вячеслав Никифоров)
- «Знак беды», (реж. Михаил Пташук)
- «Летние впечатления о планете Z», (реж. Евгений Марковский)
- «Личный интерес»
- «Наше призвание 4. Я — вожатый форпоста», (реж. Геннадий Полока)
- «Не забудьте выключить телевизор»
- «Полёт в страну чудовищ», (реж. Владимир Бычков)
- «Свидетель», (реж. Валерий Рыбарев)
- «Человек, который брал интервью», (реж. Юрий Марухин)
- «Экзамен на директора»

#### Фильмы Грузинской ССР
- «Арена неистовых», (реж. Михаил Чиаурели)
- «Круговорот», (реж. Лана Гогоберидзе)
- «Наш черёд, ребята», (реж. Баадур Цуладзе)
- «Нейлоновая ёлка», (реж. Резо Эсадзе)
- «Пять тысяч за голову Мевлуда», (реж. Нико Санишвили)

#### Фильмы Казахской ССР
- «Тайны мадам Вонг», (реж. Степан Пучинян)

#### Фильмы Латвийской ССР
- «Свечка, яркая как солнце», (реж. Луция Лочмеле)

#### Фильмы РСФСР
- «Алый камень», (реж. Валерий Исаков)
- «Атака», (реж. Игорь Николаев)
- «Баллада о старом оружии», (реж. Геннадий Воронин)
- «Бармен из «Золотого якоря»», (реж. Виктор Живолуб)
- «В стреляющей глуши», (реж. Владимир Хотиненко)
- «Взломщик», (реж. Валерий Огородников)
- «Выкуп», (реж. Александр Гордон)
- «Гонка века», (реж. Никита Орлов)
- «Джек Восьмёркин — „американец“», (реж. Евгений Татарский)
- «Досье человека в «Мерседесе»», (реж. Георгий Николаенко)
- «Зина-Зинуля», (реж. Павел Чухрай)
- «Золотая пуговица», (реж. Александр Рогожкин)
- «Зонтик для новобрачных», (реж. Родион Нахапетов)
- «Кин-дза-дза!», (реж. Георгий Данелия)
- «Конец операции „Резидент“», (реж. Вениамин Дорман)
- «Конец света с последующим симпозиумом», (реж. Татьяна Лиознова)
- «Крик дельфина», (реж. Алексей Салтыков)
- «Курьер», (реж. Карен Шахназаров)
- «Левша», (реж. Сергей Овчаров)
- «Лермонтов», (реж. Николай Бурляев)
- «Михайло Ломоносов», (реж. Александр Прошкин)
- «Мой нежно любимый детектив», (реж. Алексей Симонов)
- «Мостик» (в составе киноальманаха «Мостик»), (реж. Геннадий Воронин)
- «На златом крыльце сидели», (реж. Борис Рыцарев)
- «Наградить (посмертно)», (реж. Борис Григорьев)
- «Перехват», (реж. Сергей Тарасов)
- «Письма мёртвого человека», (реж. Константин Лопушанский)
- «Плюмбум, или Опасная игра», (реж. Вадим Абдрашитов)
- «По главной улице с оркестром», (реж. Пётр Тодоровский)
- «Последняя дорога», (реж. Леонид Менакер)
- «Праздник Нептуна», (реж. Юрий Мамин)
- «Приключения Шерлока Холмса и доктора Ватсона: Двадцатый век начинается», (реж. Игорь Масленников)
- «Проделки в старинном духе», (реж. Александр Панкратов)
- «Прорыв», (реж. Дмитрий Светозаров)
- «Семь криков в океане», (реж. Владимир Басов)
- «Скорбное бесчувствие», (реж. Александр Сокуров)
- «Хорошо сидим!», (реж. Мунид Закиров)
- «Чичерин», (реж. Александр Зархи)
- «Я тебя ненавижу», (реж. Сергей Бодров (старший))

#### Фильмы совместных производителей

##### Фильмы двух государств
- «Борис Годунов», (реж. Сергей Бондарчук)

##### Фильмы двух киностудий СССР, а также двух союзных республик
- «Чужая белая и рябой», (реж. Сергей Соловьёв)

#### Фильмы УССР
- «Без сына не приходи!», (реж. Радомир Василевский)
- «Выше Радуги», (реж. Георгий Юнгвальд-Хилькевич)
- «Золотая цепь», (реж. Александр Муратов)
- «Одинокая женщина желает познакомиться», (реж. Вячеслав Криштофович)
- «Храни меня, мой талисман», (реж. Роман Балаян)

### Телесериалы

#### Латиноамериканские сериалы

##### Мексика
- Гора страдания
- Отмеченное время (1986-90)
- Хитрость

#### Советские сериалы и телефильмы свыше 2 серий
- Государственная граница. Год сорок первый (р/п. Вячеслав Никифоров).

## Награды
Всесоюзный кинофестиваль
- Главный приз — «Прощай, зелень лета…» Эльера Ишмухамедова
- Главный приз — «Игры для детей школьного возраста» Арво Ихо
- Главный приз — «Как молоды мы были» Михаила Беликова
- Главный приз оргкомитета — «Битва за Москву» Юрия Озерова
- Главный приз жюри — «Иди и смотри» Элема Климова

Берлинский кинофестиваль
- Золотой медведь — «Штаммхайм» Рейнхарда Хауфа (Германия)
- Серебряный медведь — «Путешествие молодого композитора» Георгия Шенгелая (СССР)

Каннский кинофестиваль
- Золотая пальмовая ветвь — «Миссия» Ролана Жоффе (Великобритания)
- Гран-при жюри — «Жертвоприношение» Андрея Тарковского (Швеция)

Венецианский кинофестиваль
- Золотой лев — «Зелёный луч» Эрика Ромера (Франция)
- Специальный приз жюри — «Чужая белая и рябой» Сергея Соловьёва (СССР)

Оскар (США)
- Лучший фильм года — «Из Африки» Сиднея Поллака

Сезар (Франция)
- Лучший фильм года — «Трое мужчин и младенец в люльке» Колин Серро

Золотой петух (Китай)
- Лучший фильм года — «Дикие горы»

## Лидеры проката
- «Одиночное плавание», (режиссёр Михаил Туманишвили) — 2 место, 40 700 000 зрителей
- «Тайны мадам Вонг», (режиссёр Степан Пучинян) — 5 место, 30 100 000 зрителей
- «Курьер», (режиссёр Карен Шахназаров) — 6 место, 31 900 000 зрителей.

## Знаменательные события
- март — Постановление «О задачах советской кинематографии в свете решений XXVII съезда КПСС на период 1986—1990 гг.»
- 13-15 мая — V съезд Союза Кинематографистов СССР
- 15 мая — Первым секретарём СК СССР избран Элем Климов
- 25 декабря — Председателем Госкино СССР утверждён Александр Камшалов

## Персоналии

### Родились
- 11 июня — Шайа Лабаф, американский актёр.
- 13 июня — Мэри-Кейт и Эшли Олсен, американские актрисы.
- 9 июля — Кили Уильямс, американская певица и актриса.
- 13 мая — Роберт Паттинсон, американский актёр.
- 19 ноября — Валерия Ходос, украинская актриса театра и кино.

### Скончались
- 11 января — Илья Авербах, советский кинорежиссёр.
- 2 февраля — Георгий Тусузов, советский актёр театра и кино, Заслуженный артист СССР.
- 23 марта — Анастасия Зуева, советская актриса театра и кино, Народная артистка СССР.
- 13 апреля — Тамаш Майор, венгерский актёр, режиссёр, общественный деятель.
- 13 июня — Дин Рид, американский актёр и певец.
- 19 июля — Колюш, французский актёр.
- 23 июля — Винсент Миннелли, американский кинорежиссёр.
- 23 августа — Михаил Кузнецов, советский актёр.
- 23 сентября — Елена Максимова, советская киноактриса, Заслуженная артистка СССР.
- 9 октября — Харальд Райнль, австрийский кинорежиссёр.
- 12 октября — Сабольч Феньеш, венгерский кинокомпозитор.
- 27 ноября — Геза фон Радваньи, венгерский кинорежиссёр, сценарист, продюсер и монтажёр.
- 29 ноября — Кэри Грант, американский актёр.
- 29 декабря — Андрей Тарковский, советский кинорежиссёр и сценарист.